# Mjällådalens naturreservat
Mjällådalens naturreservat är ett naturreservat i Härnösands kommun och Timrå kommun i Västernorrlands län.
Området är naturskyddat sedan 2022 och är 413 hektar stort. Reservatet ligger norr om Timrå och består av ett avsnitt av Mjällån omgiven av gamla granskogar och områden med yngre blandskog och lövskog.